# Saison 1945-1946 du FC Nantes
Chronologie
Saison précédente Saison suivante
La saison 1945-1946 du FC Nantes est la 3e saison de l'histoire du club nantais. Le club est engagé dans deux compétitions officielles: Division 2 (1re participation) et Coupe de France (3e participation).

## Effectif et encadrement

### Transferts
| Nom                | Nationalité      | Poste     | Transfert | Provenance/Destination | Division |
| ------------------ | ---------------- | --------- | --------- | ---------------------- | -------- |
| Arrivées           |                  |           |           |                        |          |
| Charles Drummer    | France           | Gardien   |           |                        |          |
| Victor Rivero      | France           | Défenseur |           |                        |          |
| François Maestroni | France           | Attaquant |           | US La Roche-Rigault    |          |
| Louis Ruffini      | France           | Attaquant |           |                        |          |
| Durand             | France           |           |           |                        |          |
| Bayir Oulanoff     | Union soviétique |           |           |                        |          |
| Suquet             | France           |           |           |                        |          |
| Départs            |                  |           |           |                        |          |
| Aimé Nuic          | France           | Milieu    |           | Retraite sportive      |          |
| David              | France           | Attaquant |           |                        |          |
| Jean Guillet       | France           |           |           |                        |          |

## Matchs amicaux
| Date                    | Adversaire     | Niveau | Lieu | Score | Buteurs du FCN | Affluence |
| ----------------------- | -------------- | ------ | ---- | ----- | -------------- | --------- |
| Dimanche 3 février 1946 | Stade de Reims | D1     | Dom. | 2 - 2 | ?              | ?         |

## Compétition

### Division 2 (groupe Nord)
| Date                       | Journée | Adversaire            | Lieu | Score | Buteurs du FC Nantes       | Class. | Affluence |
| -------------------------- | ------- | --------------------- | ---- | ----- | -------------------------- | ------ | --------- |
| Dimanche 26 août 1945      | J01     | CA Paris              | Ext. | 2 - 0 | Crépin 39e 64e             |        |           |
| Dimanche 2 septembre 1945  | J02     | AS Troyes-Savinienne  | Dom. | 0 - 2 | -                          |        |           |
| Dimanche 9 septembre 1945  | J03     | AS des Charentes      | Dom. | 1 - 0 | Crépin (X1 sp)             |        |           |
| Dimanche 16 septembre 1945 | J04     | Amiens AC             | Ext. | 0 - 1 | -                          |        |           |
|                            | J05     | SR Colmar             | Dom. | 6 - 2 |                            |        |           |
| Samedi 29 septembre 1945   | J06     | FC Mulhouse 1893      | Ext. | 1 - 6 |                            |        |           |
| Dimanche 7 octobre 1945    | J07     | Angers SCO            | Dom. | 1 - 2 |                            |        | 4.000     |
| Dimanche 14 octobre 1945   | J08     | SA Douai              | Ext. | 3 - 3 | Le Floch (X1), Crépin (X2) | 10     |           |
|                            | J09     | FC Nancy              | Ext. | 3 - 4 |                            |        |           |
| Dimanche 4 novembre 1945   | J10     | US Valenciennes-Anzin | Ext. | 2 - 2 |                            |        |           |
| Dimanche 11 novembre 1945  | J11     | US Le Mans            | Dom. | 1 - 0 | Le Floch (X1)              | 8      |           |
| [ 10 ]                     | J12     | Stade français FC     | Dom. | 0 - 2 | -                          |        | 8.000     |
|                            | J13     | RCFC Besançon         | Dom. | 0 - 2 | -                          |        |           |
|                            | J14     | CA Paris              | Dom. | 1 - 0 |                            |        |           |
|                            | J15     | AS Troyes-Savinienne  | Ext. | 2 - 1 |                            |        |           |
|                            | J16     | AS des Charentes      | Ext. | 1 - 2 |                            |        |           |
|                            | J17     | Amiens AC             | Dom. | 4 - 1 |                            |        |           |
|                            | J18     | SR Colmar             | Ext. | 1 - 2 |                            |        |           |
|                            | J19     | FC Mulhouse 1893      | Dom. | 2 - 2 |                            |        |           |
| Dimanche 17 février 1946   | J20     | Angers SCO            | Ext. | 0 - 2 | -                          |        |           |
|                            | J21     | SA Douai              | Dom. | 2 - 2 |                            |        |           |
|                            | J22     | RCFC Besançon         | Ext. | 4 - 2 |                            |        |           |
|                            | J23     | FC Nancy              | Dom. | 2 - 0 |                            |        |           |
|                            | J24     | US Valenciennes-Anzin | Dom. | 4 - 0 |                            |        |           |
|                            | J25     | US Le Mans            | Ext. | 2 - 0 |                            |        |           |
|                            | J26     | Stade français FC     | Ext. | 2 - 3 |                            |        |           |

### Coupe de France
La Coupe de France 1945-1946 est la 29e édition de la Coupe de France, une compétition à élimination directe mettant aux prises tous les clubs de football amateurs et professionnels à travers la France métropolitaine. Elle est organisée par la FFF et ses ligues régionales.
| Date                      | Tour    | Adversaire          | Niveau | Lieu | Score | Buteurs du FC Nantes | Affluence |
| ------------------------- | ------- | ------------------- | ------ | ---- | ----- | -------------------- | --------- |
| Dimanche 25 novembre 1945 | 5e tour | Olympique de Saumur | ?      | ?    | 0 - 1 | -                    | ?         |

## Statistiques

### Statistiques collectives
| Compétition     | Débute au tour | Termine | Matches joués | Gagnés | Nuls | Perdus | Buts pour | Buts contre | Différence |
| --------------- | -------------- | ------- | ------------- | ------ | ---- | ------ | --------- | ----------- | ---------- |
| Division 2      | -              | 5e      | 26            | 11     | 4    | 11     | 47        | 43          | +4         |
| Coupe de France | 5e tour        | 5e tour | 1             | 0      | 0    | 1      | 0         | 1           | -1         |
| Total           | -              | -       | 27            | 11     | 4    | 12     | 47        | 44          | -3         |

## Affluences
Affluence du FC Nantes à domicile